# Marie Arnol
Marie Arnol, née le 25 mars 1881 à La Maison-Dieu dans la Nièvre et morte le 16 juin 1952 à Sens dans l'Yonne, est une religieuse française connue sous le nom de sœur Léocadie et déclarée Juste parmi les nations.

## Biographie

### Vocation religieuse
Marie Arnol entre dans la congrégation des sœurs de la Providence à Sens en 1900. Elle devient mère supérieure du pensionnat et couvent de Sainte-Madeleine à Vézelay dans l'Yonne en 1929.

### Résistance
En 1942, avec l'aide de Agnès Navarro, directrice du pensionnat des Sœurs de Sion, elle monte un réseau de placement pour cacher des jeunes filles juives rescapées des rafles. Elles avaient entre 7 et 13 ans. On leur attribuait des noms chrétiens et elles participaient aux offices religieux. Pour les aider, les habitants leur donnaient des rations de nourriture gratuitement. À la Libération, ces pensionnaires représentaient environ la moitié des effectifs du pensionnat.

### Reconnaissance
En 2003, son petit-neveu contacte le Mémorial de Yad Vashem pour décrire les actions de sa grand-tante. En 2006, elle fut reconnue à titre posthume, Juste parmi les Nations.